# Кубок світу з біатлону 2016—2017 — етап 9
Дев'ятий етап Кубка світу з біатлону 2016—17 відбувався в Голменколлені, Осло, Норвегія  з 17 по 19 березня 2017 року. Це останній етап сезону. До програми етапу входило 6 гонок:  спринт, гонка переслідування  та мас-старт у чоловіків та жінок.

## Медалісти

### Чоловіки
| Гонка:                                                                           | Золото:                      | Час               | Срібло:                    | Час               | Бронза:                      | Час               |
| Спринт 10 км                                                                     | Йоганнес Тінгнес Бо Норвегія | 24:53.3 (0+0)     | Мартен Фуркад Франція      | 25:06.9 (0+1)     | Антон Шипулін Росія          | 25:14.6 (0+0)     |
| Переслідування, 12,5 км Протокол [Архівовано 22 березня 2017 у Wayback Machine.] | Антон Шипулін Росія          | 32:11.9 (0+0+1+0) | Мартен Фуркад Франція      | 32:17.6 (1+0+0+1) | Йоганнес Тінгнес Бо Норвегія | 32:33.5 (1+0+0+1) |
| Мас-старт, 15 км Протокол [Архівовано 22 березня 2017 у Wayback Machine.]        | Мартен Фуркад Франція        | 37:32.2 (0+0+0+0) | Андрейс Расторгуєвс Латвія | 37:49.6 (0+1+1+0) | Сімон Едер Австрія           | 38:04.6 (0+0+1+0) |

### Жінки
| Гонка:                                                                         | Золото:                  | Час               | Срібло:                  | Час               | Бронза:                    | Час               |
| Спринт, 7,5 км Протокол [Архівовано 21 березня 2017 у Wayback Machine.]        | Марі Лаукканен Фінляндія | 20:33.5 (0+0)     | Жустін Бреза Франція     | 20:41.4 (0+0)     | Анаїс Бескон Франція       | 20:56.6 (0+0)     |
| Переслідування, 10 км Протокол [Архівовано 21 березня 2017 у Wayback Machine.] | Марі Лаукканен Фінляндія | 29:33.3 (0+0+0+1) | Габріела Коукалова Чехія | 29:59.8 (0+0+0+0) | Жустін Бреза Франція       | 30:34.7 (1+1+0+2) |
| Мас-старт, 12,5 км Протокол [Архівовано 21 березня 2017 у Wayback Machine.]    | Тіріл Екгофф Норвегія    | 34:23.1 (0+0+1+0) | Габріела Коукалова Чехія | 34:45.7 (0+1+0+0) | Кайса Мякяряйнен Фінляндія | 34:57.6 (0+0+1+1) |